# Amy Yasbeck

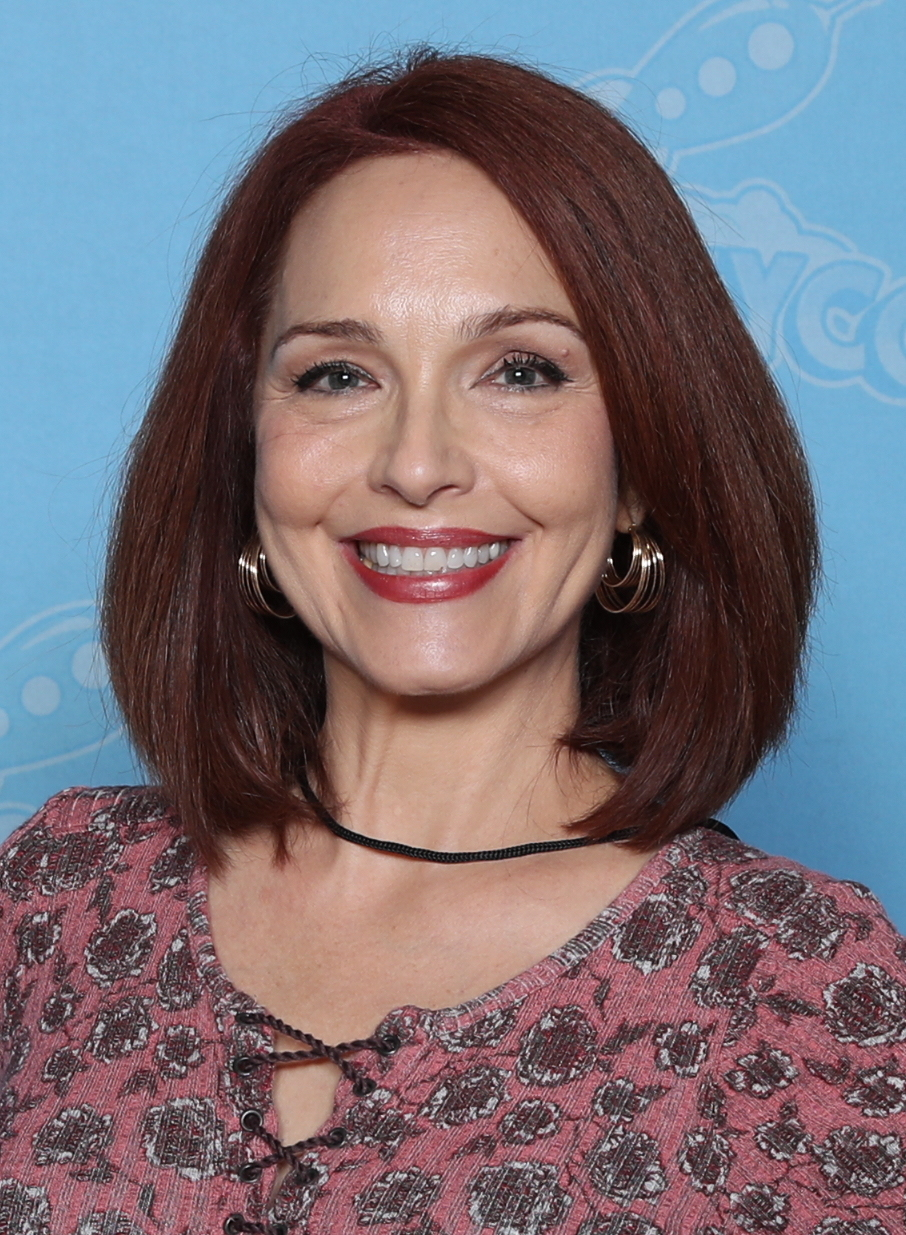
Amy Yasbeck, 2019

Amy Yasbeck, auch Amy Marie Yasbeck (* 12. September 1962 in Blue Ashe, Ohio), ist eine US-amerikanische Schauspielerin.

## Leben
Amy Yasbeck besuchte die katholischen Schulen Summit Country Day School und Ursuline Academy. Ihre Schauspielkarriere begann mit einer Rolle in der Soap Opera Zeit der Sehnsucht und einem Gastauftritt in Dallas. Auch in der Erfolgsserie Magnum war sie in mehreren Episoden zu sehen. Im Kino sah man sie in kommerziell erfolgreichen Filmen wie Pretty Woman, So ein Satansbraten, Ein Satansbraten kommt selten allein, Robin Hood – Helden in Strumpfhosen und Die Maske.
1991 spielten Amy Yasbeck und John Ritter in einer Episode der Sitcom Die Bill Cosby Show ein Ehepaar, das ein Kind erwartet. Acht Jahre später heirateten die beiden Schauspieler auch im wahren Leben und bekamen eine Tochter.

## Filmografie (Auswahl)
- 1986–1987: Zeit der Sehnsucht (Days of Our Lives, Fernsehserie)
- 1987: House II – Das Unerwartete (House II: The Second Story)
- 1987–1988: Magnum (Fernsehserie, 4 Episoden)
- 1988: Splash, Too – Die Nixe aus New York (Splash, Too)
- 1989: So ein Satansbraten (Problem Child)
- 1989: Zweimal Rom und zurück (Little White Lies)
- 1990: Pretty Woman
- 1991: Mord ist ihr Hobby (Fernsehserie 7x11: „Mafia in Boston“)
- 1991: Dillinger – Staatsfeind Nr. 1 (Dillinger, Fernsehfilm)
- 1991: Ein Satansbraten kommt selten allein (Problem Child 2)
- 1991: Bill Cosby Show
- 1993: Diagnose: Mord (Fernsehserie, Folge 1x09: Wo ist die Leiche)
- 1993: Robin Hood – Helden in Strumpfhosen (Robin Hood: Men in Tights)
- 1994: Die Maske (The Mask)
- 1994–1997: Überflieger (Wings, Fernsehserie)
- 1995: Familienfest und andere Schwierigkeiten (Home for the Holidays)
- 1995: Dracula – Tot aber glücklich (Dracula: Dead and Loving It)
- 1998: Die nackte Wahrheit über Männer und Frauen (Denial)
- 2005: Life on a Stick (Fernsehserie, 13 Episoden)
- 2012: Little Women, Big Cars